# Sergio Fernández González
Sergio Fernández González, noto come Sergio (Avilés, 23 maggio 1977), è un ex calciatore spagnolo, di ruolo difensore.